# J.C. Price

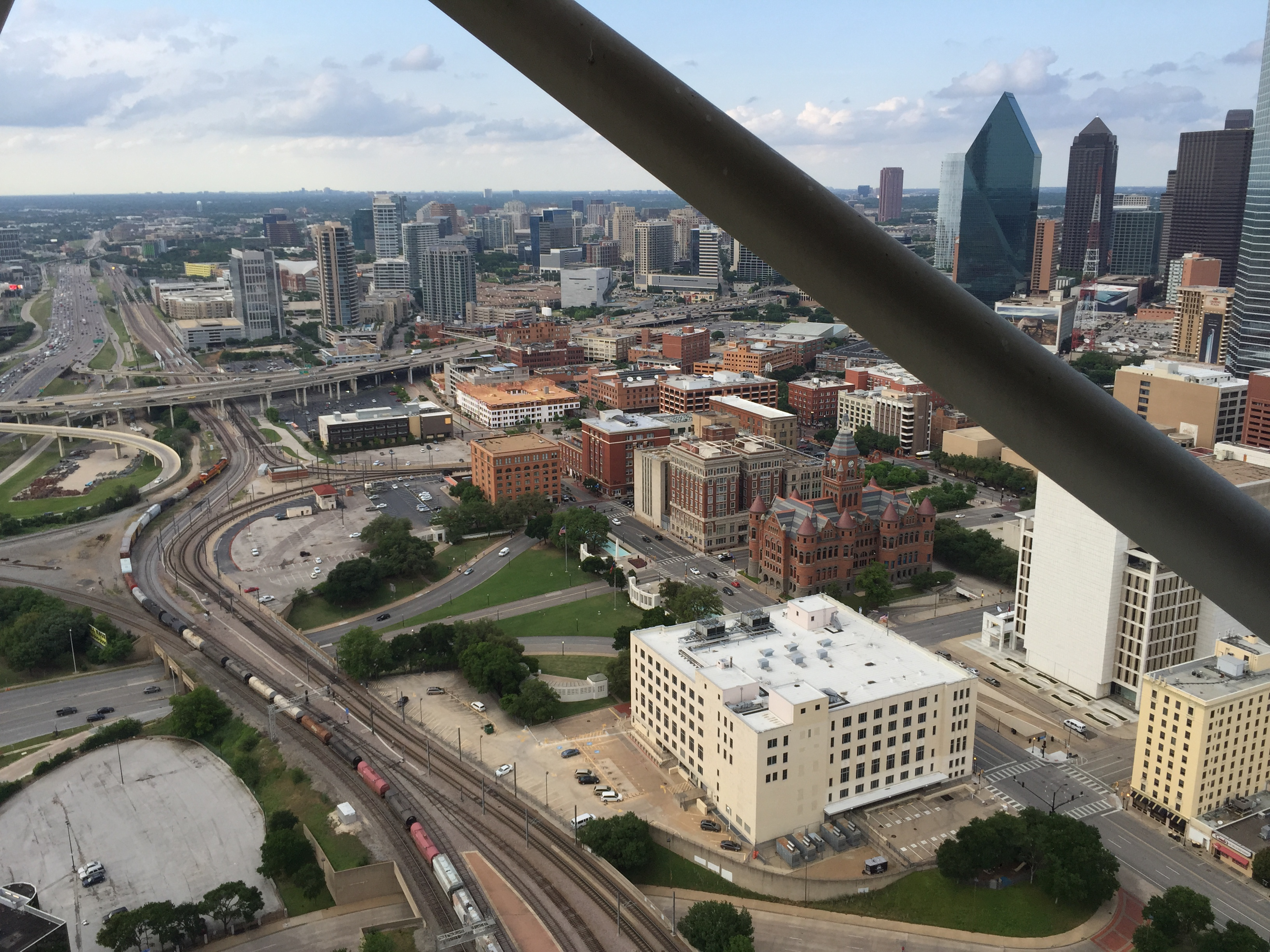
Budynek Terminal Annex Building na Dealey Plaza w Dallas widoczny z wieży Reunion, na którego dachu znajdował się J.C. Price w czasie zamachu na prezydenta Kennedy’ego

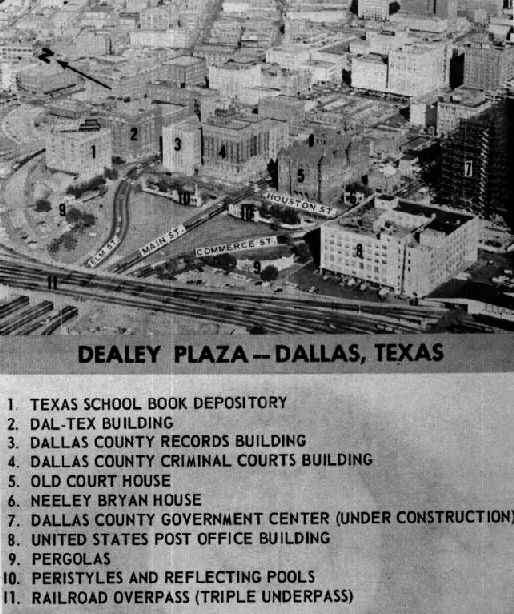
Widok z lotu ptaka na Dealey Plaza, wykonany na potrzeby komisji Warrena. Terminal Annex Building oznaczony jest jako United States Post Office Building pod numerem 8

J.C. Price – świadek zamachu na prezydenta Stanów Zjednoczonych Johna F. Kennedy’ego 22 listopada 1963 roku w Dallas.

## Historia
W chwili przejazdu prezydenckiej kawalkady przez Dealey Plaza, 62-letni J.C. Price znajdował się na dachu budynku Terminal Annex Building gdzie był zatrudniony i miał doskonały widok na trasę przejazdu oraz trawiasty pagórek. Przesłuchiwany przez policję zeznał że około 12:35, był na dachu i w momencie gdy samochody prezydenckiej kawalkady znajdowały się w niewielkiej odległości od wiaduktu, zobaczył, jak gubernator Teksasu John Connally się osunął. Price zeznał że nie widział prezydenta Kennedy’ego, bo jego samochód zniknął mu z pola widzenia pod wiaduktem, po czym padła salwa pięciu strzałów, a po około pięciu minutach kolejna. Price zauważył jednego mężczyznę, który po salwie strzałów biegł w kierunku wagonów osobowych na bocznicy kolejowej i był ubrany w białą koszulę bez krawata i spodnie w kolorze khaki. Jego włosy wydawały się być długie i ciemne, a jego wiek określił na około 25 lat. Price dodał że ów mężczyzna miał coś w dłoni i był to prawdopodobnie kask. Przesłuchiwany przez FBI 25 listopada 1963 roku zeznał, że będąc na dachu i obserwując kawalkadę, usłyszał strzał i zobaczył, jak prezydent Kennedy się osuwa. Uznał, że strzał padł z wiaduktu i spojrzał w tamtą stronę, ale nie zobaczył nic istotnego. W filmie dokumentalnym Rush to Judgment (1967) Price powiedział że usłyszał strzały zza wiaduktu, po czym za drewnianym płotem na trawiastym pagórku, zobaczył uciekającego mężczyznę za budynek Texas School Book Depository, który mógł mieć broń. Price dodał że nigdy nie został wezwany jako świadek przez komisję Warrena i uważa że strzały padły zza drewnianego płotu, w miejscu gdzie łączy się z wiaduktem.
W zeznaniach J.C. Price’a pojawiły się nieścisłości gdyż na filmie Zaprudera widać że strzały do Kennedy’go skończyły się, zanim limuzyna prezydenta dotarła do wiaduktu, a sam zamach trwał około pięciu do dziesięciu sekund. Dodatkowo Price najpierw powiedział że uciekający mężczyzna mógł mieć w dłoni kask, a później że mógł mieć broń.

## Film
W filmie JFK (1991) w reżyserii Olivera Stone’a w postać J.C. Price’a wcielił się amerykański aktor Zeke Mills. 